# Sebgag
Sebgag è un comune dell'Algeria, situato nella provincia di Laghouat.